# Otto Henrik Klemming
Otto Henrik Klemming, född 24 december 1825 i Klara församling, Stockholm, död 29 oktober 1887 i Frötuna församling, Stockholms län, var en svensk antikvariatsbokhandlare. Han var bror till Gustaf Klemming.

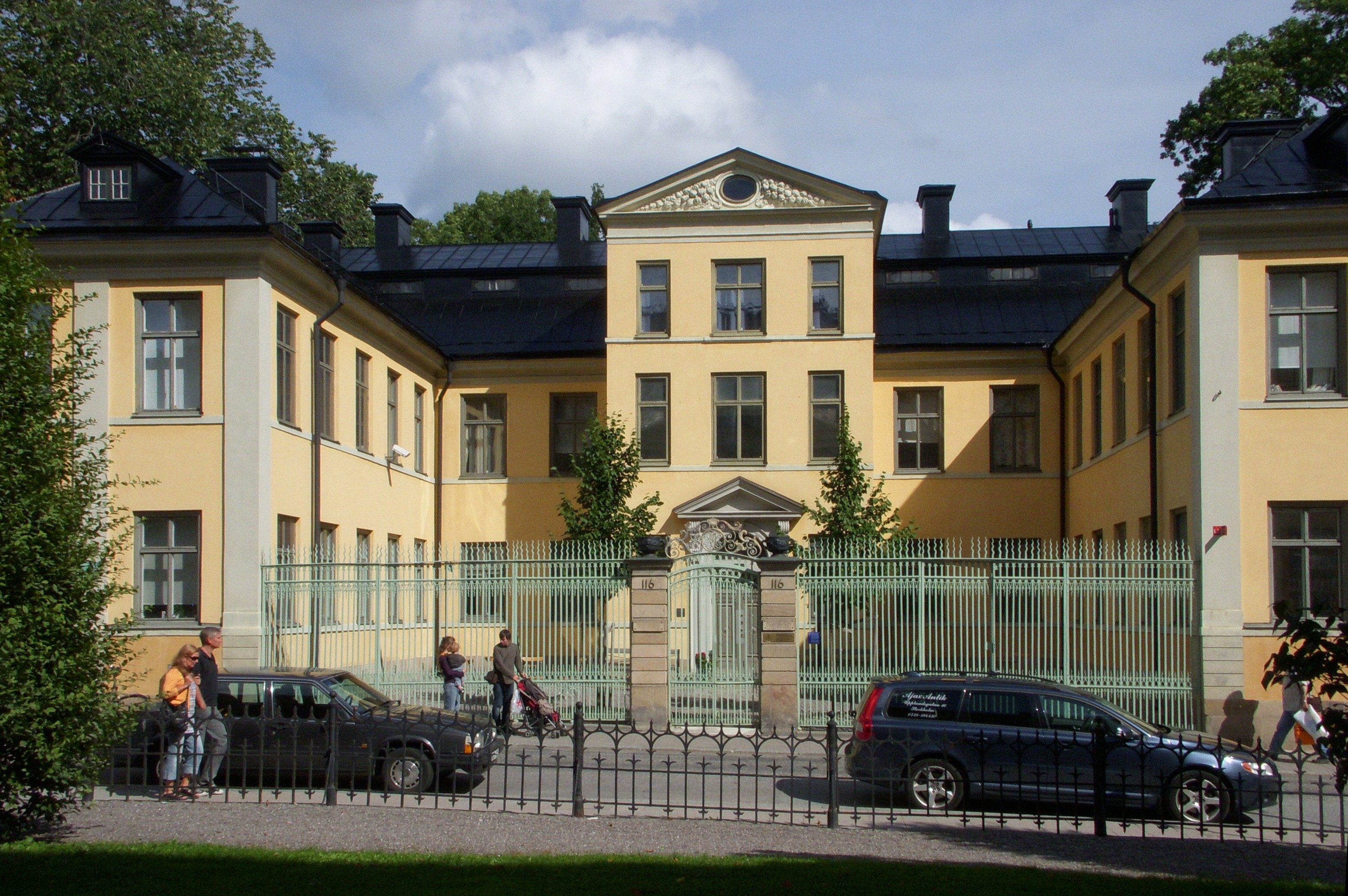
Spökslottet/ Schefflerska palatsets fasad mot Drottninggatan
Klemming bodde där 1871-

Henrik Klemming öppnade 5 maj 1845 med sin kompanjon J. M. Törner ett antikvariat på Storkyrkobrinken 9. 1846 grundade han ensam O. H. Klemmings antikvariat. Härmed började en ny epok i den svenska antikvariatbokhandelns historia. 1870 avyttrade Klemming sitt antikvariat och levde som en förmögen privatman. Spökslottet (Schefflerska_palatset) på Drottninggatan 110 köptes i två omgångar 1871 och 1874. Åren 1875–1876 utfördes en renovering med ombyggnad av arkitekt Axel Kumlien. 1876 såldes huset till Lars Johan Hiertas änka Wilhelmina. Klemming flyttade då till en våning vid Östermalmstorg 6. 1881 köpte han Ösbyholm nära Norrtälje för 85 000 kr där han avled 1887 i lunginflammation efter hårt arbete på gården. Han gifte sig 1852 i Paris med Maria Wilhelmina Wallin. Klemming begravdes 4 november 1887 på Norra begravningsplatsen.